# Pedro do Rosário
Pedro do Rosário este un oraș în unitatea federativă Maranhão (MA), Brazilia.